# 世界洗手日

世界洗手日的标志（水滴、肥皂和手）

世界洗手日是一项運動，目的旨在呼吁全世界人民利用肥皂洗手作為一個预防感染疾病的重要方法。2008年是聯合國大會订立的國際環境衛生年，健康促進組織PPPHW发起第一届世界洗手日倡议，號召全世界各國在2008年10月15日開展洗手活動。
此前，世界衛生組織曾把2005年10月13日設為“國際洗手日”。

## 背景
世界洗手日是一項運動，目的旨在呼籲全世界人民利用肥皂洗手作為一個預防感染疾病的重要方法。2008年是聯合國大會訂立的國際環境衛生年，健康促進組織PPPHW發起第一屆世界洗手日倡議，號召全世界各國在2008年10月15日開展洗手活動。 此前，世界衛生組織曾把2005年10月13日設為「國際洗手日」。 維基百科

## 內容
世界衛生組織曾發表了一份研究報告，指出以肥皂和用適當的洗手方法，來養成洗手的習慣，是可以減少兒童患上肚瀉等病症達53%。以世衛估計每年有1800萬兒童死亡而當中90%是五歲以下的幼童，若然以養成洗手的良好習慣，至少可以拯救達一半數目的兒童。
「世界洗手日」主旨是推動全球性的普遍教育，推動洗手對健康的重要性。特別是針對醫護人員，因為这是經常接觸能威脅人類性命的疾病來源的职业。